# Love Symphony
Love Symphony är en låt framförd av den slovenska musikgruppen Quartissimo tillsammans med sångerskan Martina Majerle. Låten representerade Slovenien vid Eurovision Song Contest 2009 i Moskva i Ryssland. Låten är skriven av Andrej Babić och Aleksandar Valenčić.
Bidraget framfördes i den andra semifinalen den 14 maj 2009 men tog sig inte vidare till final. Det slutade på sextonde plats med 14 poäng.